# Petr Horák
Petr Horák (* 5. září 1935 Brno) je český filozof a emeritní profesor Akademie věd ČR (od roku 2013).

## Profesní životopis
Středoškolské vzdělání získal na Francouzském gymnáziu v Brně a po maturitě v roce 1953 nastoupil na FF MU, kde promoval v roce 1958. V roce 1966 obhájil ve Filosofickém ústavu AV ČR kandidátskou práci z oboru filozofie a začal tam působit jako vědecký pracovník. Habilitoval se roku 1990 na FF MU a získal titul docent. V roce 1993 se stal profesorem dějin filozofie. Delší dobu byl šéfredaktorem Filosofického časopisu. Od roku 2009 přednáší na Fakultě Filozofické Univerzity Pardubice.

## Osobní život
Je ženatý a má dceru.